# St.-Gallus-Kirche (Altenesch)

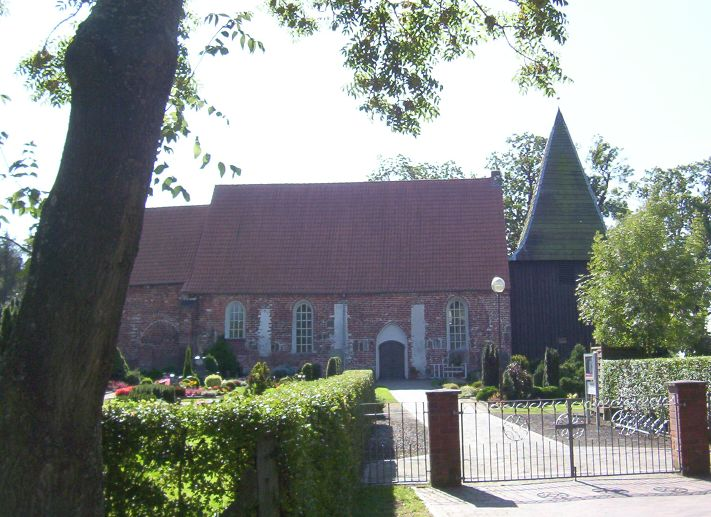
St.-Gallus-Kirche, Altenesch

Die gotische St.-Gallus-Kirche in Lemwerder-Altenesch ist eine einschiffige Backsteinkirche, die dem heiligen Gallus, einem Missionar aus Irland, geweiht wurde.

## Geschichte
An der Stelle der heutigen Kirche stand bereits ein Vorgängerbau, der während der Schlacht bei Altenesch von 1234 verbrannt wurde. In einer Tiefe von ca. 1,80 Meter unter der Kirche ist das Feldsteinfundament dieses Baus noch vorhanden. Dass an dieser Stelle, also in geweihter Erde, nach der Schlacht die gefallenen Stedinger Bauern, die ja von der Kirche verketzert worden waren, beerdigt sein sollen, ist unwahrscheinlich; der überlieferte Ort des Massengrabs liegt vielmehr weiter südlich.
Die Kirche wurde 1299 erstmals urkundlich erwähnt. Die Baugeschichte wird nicht einheitlich beschrieben, doch stammen sicher wesentliche Teile aus jener Zeit.
Die Kirche wurde zwischen 1998 und 2004 umfangreich saniert.
Die St.-Gallus-Kirche ist das größere von zwei Gotteshäusern der Ev.-luth. Kirchengemeinde Altenesch/Lemwerder. Der zweite Bau ist die Kapelle am Deich in Lemwerder.

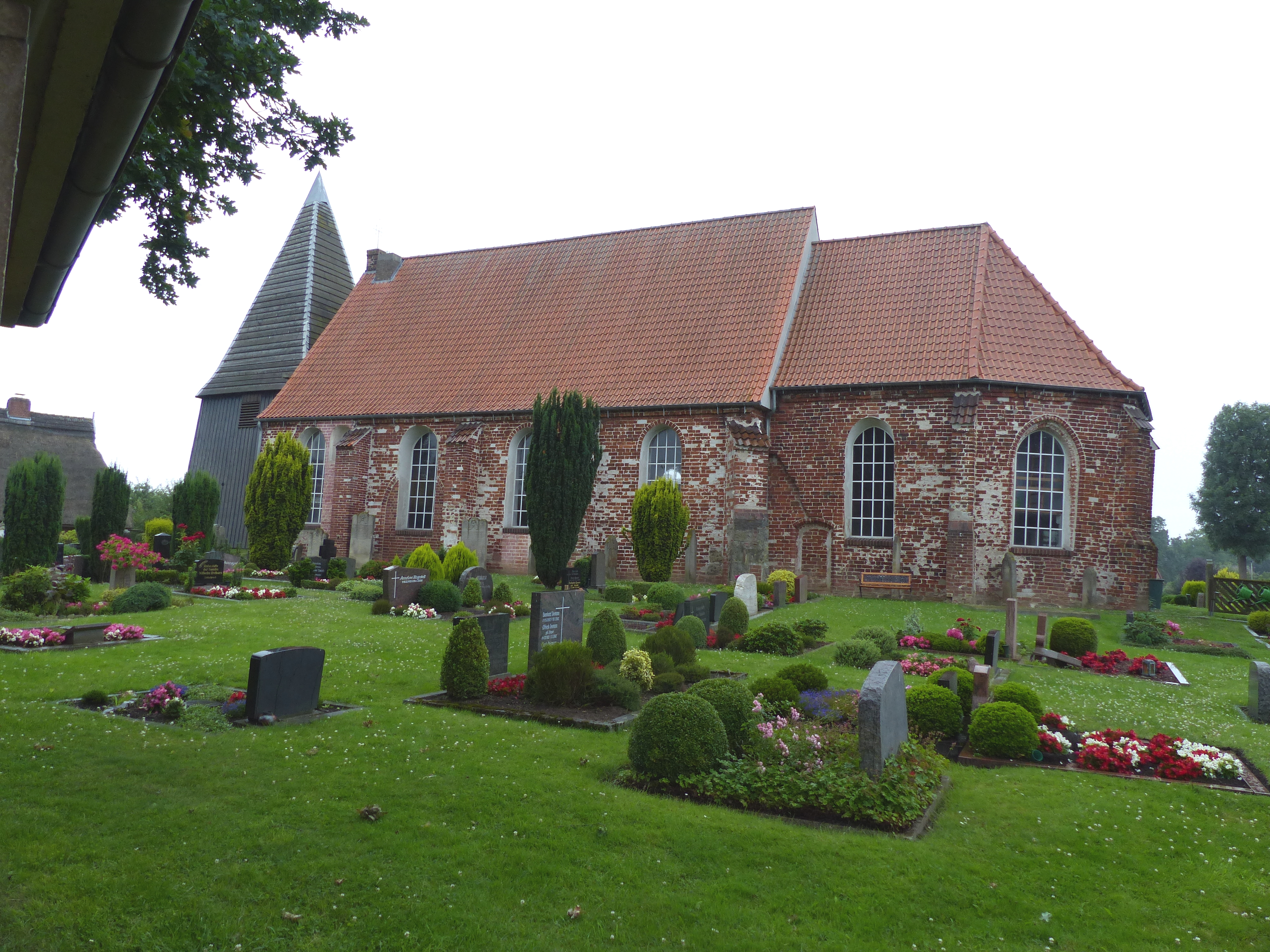
Südseite
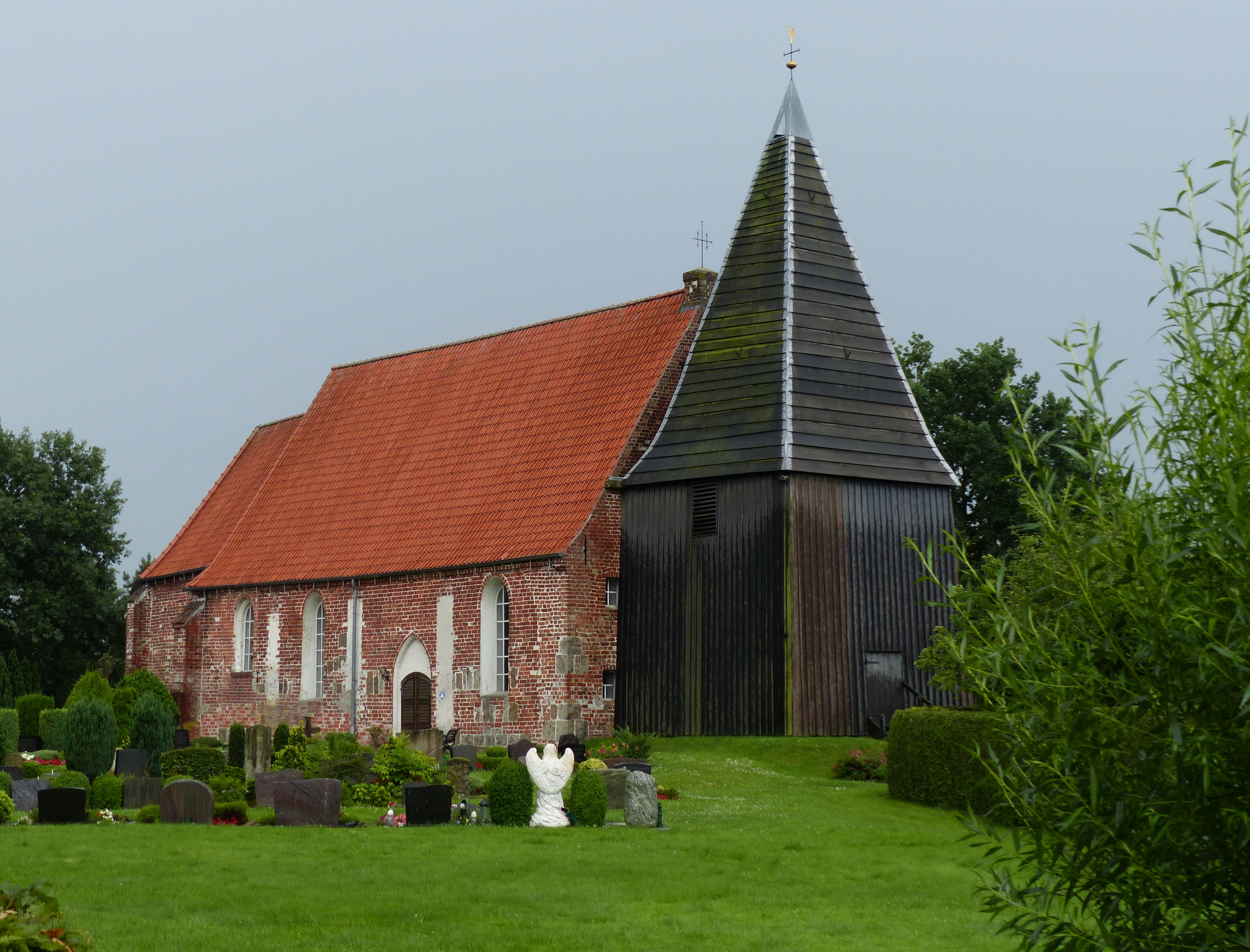
Nordwestansicht
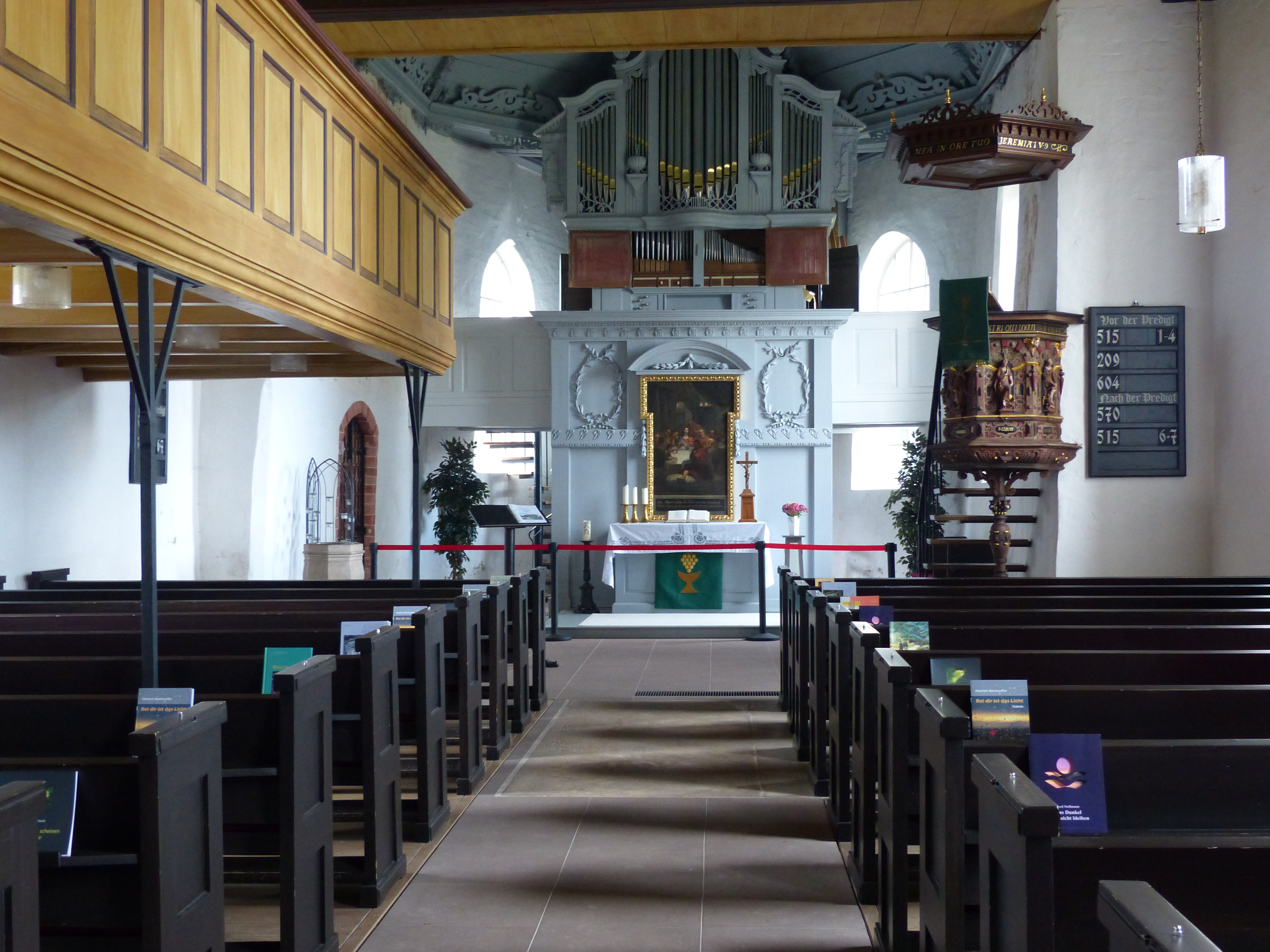
Innenraum

## Architektur
Die Kirche ist ein Saalbau mit etwas schmalerem polygonalem Chor. Der Westwand ist ein hölzerner Glockenturm von 1720 vorgesetzt. Innen deckt eine Balkendecke das Kirchenschiff, den Chorraum überspannt ein barockes Holzgewölbe mit gewundenen Säulen und Schweifwerkdekor vom Anfang des 17. Jahrhunderts.

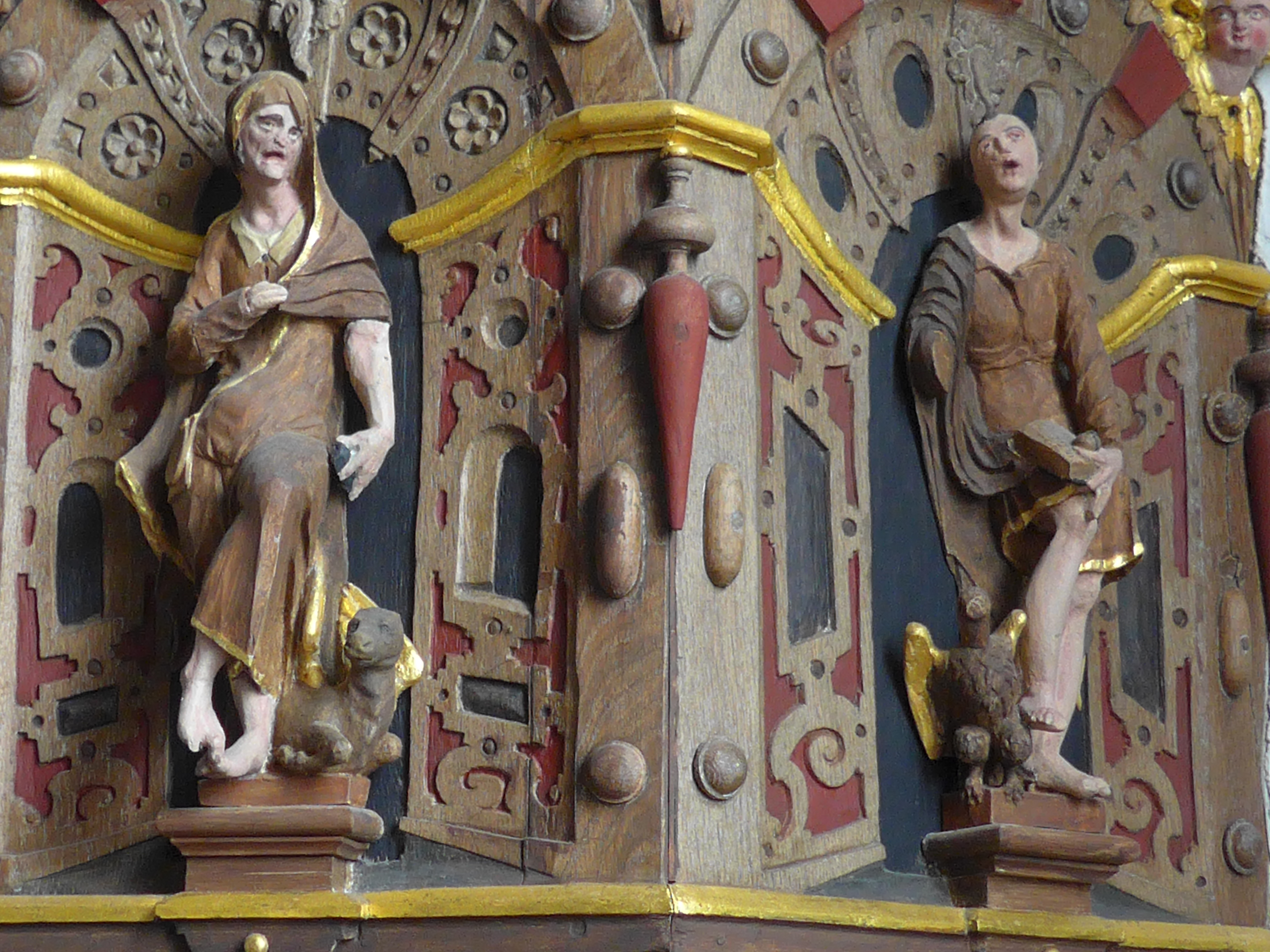
Evangelisten von der Münstermann-Kanzel, 1615

## Ausstattung
Der zusammen mit dem Orgelprospekt von 1794 im Ostchor errichtete, einheitlich hellgrau gefasste  Altaraufbau ist ein typisches Beispiel für den noch mit barocken Elementen durchsetzten frühen Klassizismus. An seine Rückseite sind die Reste eines Beichtstuhls aus dem späten 16. Jahrhundert versetzt.
Ludwig Münstermann schuf 1619 die zuletzt 2004 restaurierte Kanzel mit Darstellungen der Evangelisten und des Kirchenpatrons. Die Ausdrucksstärke seiner Figuren und die illusionistische Verkürzung der Nischentiefe, in der diese stehen, hebt die Gestaltung Münstermanns vor der seiner Zeitgenossen heraus.
In eine vergitterte Nische an der Chornordwand ist das Hochrelief einer Muttergottes im Gebetsgestus gestellt. Aus ikonographischen Gründen handelt es sich bei diesem Schnitzwerk aus dem frühen 15. Jahrhundert um das Fragment einer Marienkrönung, die vermutlich ursprünglich das Mittelbild eines Flügelaltars bildete. Stilistisch ist die qualitätvolle Figur vergleichbar mit einer Gruppe bremischer Holzplastiken.
Die Wandmalereien aus dem 16. Jahrhundert stellen das Weltgericht, die Heiligen Christophorus, Jakobus mit dem Pilgerhut, Johannes mit dem Giftpokal, Petrus mit dem Schlüssel und eine unbekannte Heilige dar.
Die Glocke, angeblich von einem Bremer Glockengießer Brand, stammt aus dem Jahr 1790.

### Orgel

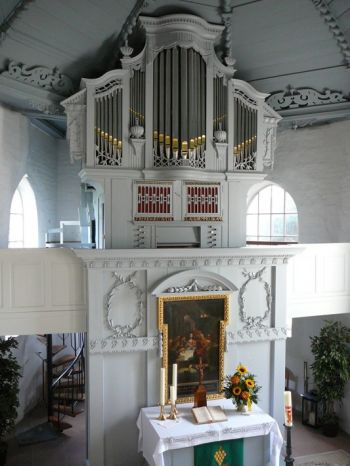
Wilhelmi-Orgel von 1795

Die Orgel wurde 1794/95 von dem Orgelbaumeister Georg Wilhelm Wilhelmy (Stade) erbaut und ist vermutlich sein letztes derart erhaltenes Instrument. Die Orgel ist fast vollständig erhalten. Sie wurde zuletzt 2007/2008 durch Winold van der Putten umfassend restauriert, wobei bei den original erhaltenen Registern zwei Töne ergänzt wurden. Das Instrument verfügt über 18 Register auf zwei Manualen und Pedal. Alle Werke haben die Kurze Oktave, so dass das große Cis in allen Stimmen fehlt. Der Subbass 16′ stammt aus dem 19. Jahrhundert. Dieses Register wurde auf einer separaten Lade hinterständig aufgestellt.
| I Hauptwerk CD–c3 |             |     |
| 1.                | Principal   | 8′  |
| 2.                | Quinta Dena | 16′ |
| 3.                | Gedackt     | 8′  |
| 4.                | Octav       | 4′  |
| 5.                | Quinta      | 3′  |
| 6.                | Octav       | 2′  |
| 7.                | Mixtur IV   |     |
| 8.                | Trompete    | 8′  |

| II Brustwerk CD–c3 |                 |    |
| 9.                 | Quinta Dena     | 8′ |
| 10.                | Octav           | 4′ |
| 11.                | Flöte           | 4′ |
| 12.                | Sesquialtera II |    |
| 13.                | Dulcian         | 8′ |
|                    | Tremulant       |    |

| Pedalwerk CD–d1 |          |     |
| 14.             | Subbass  | 16′ |
| 15.             | Octav    | 8′  |
| 16.             | Octav    | 4′  |
| 17.             | Posaune  | 16′ |
| 18.             | Trompete | 8′  |